# Pérols-sur-Vézère
Pérols-sur-Vézère (Peròl en occitan) est une commune française située dans le département de la Corrèze, dans le parc naturel régional de Millevaches. Elle a absorbé en 1844 l'ancienne commune de Barsanges.

## Géographie

### Communes limitrophes
| Toy-Viam      | Saint-Merd-les-Oussines |           |
| Bugeat        | Pérols-sur-Vézère       | Meymac    |
| Gourdon-Murat | Bonnefond               | Ambrugeat |

Commune du Massif central située sur le plateau de Millevaches dans le parc naturel régional de Millevaches en Limousin.
Comme son nom l'indique, la commune est baignée par la Vézère qui, au nord-ouest, la sépare de la commune de Bugeat. Elle est également arrosée par trois affluents de la Vézère, la Corrèze qui prend sa source sur le territoire communal, le ruisseau d'Orluc et la rivière d'Ars ainsi que par les deux principaux affluents de l'Ars, le ruisseau des Maisons et le ruisseau de Barsanges.

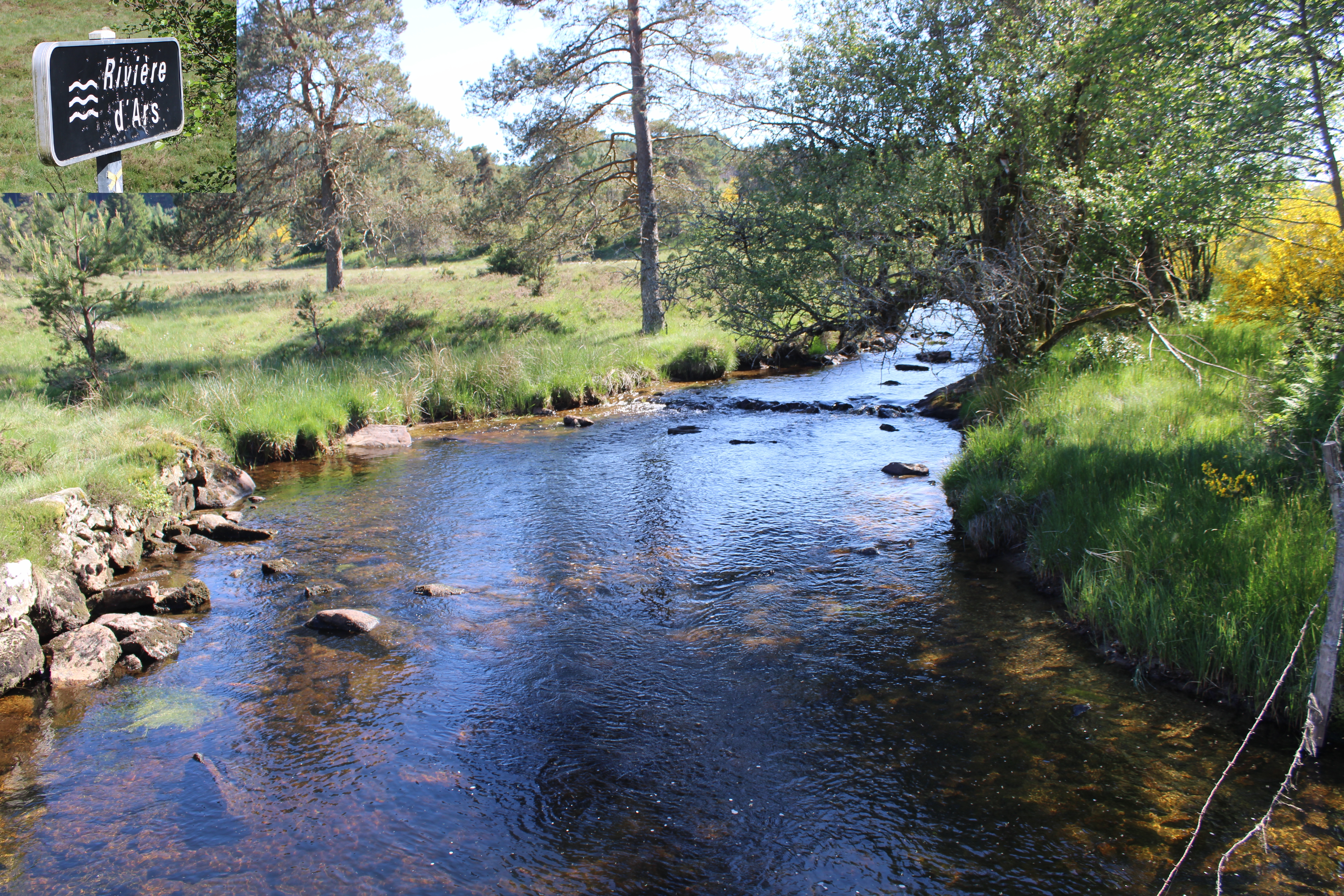
La rivière d'Ars.

### Transports
La commune est desservie par deux gares ferroviaires situées sur la ligne Limoges − Ussel :
- la gare de Pérols, en service ;
- la gare de Barsanges, fermée depuis 2014.

### Climat
Pour des articles plus généraux, voir Climat de la Nouvelle-Aquitaine et Climat de la Corrèze.
Historiquement, la commune est exposée à un climat montagnard.  
En 2020, Météo-France publie une typologie des climats de la France métropolitaine dans laquelle la commune est exposée à un climat de montagne et est dans la région climatique  Ouest et nord-ouest du Massif Central, caractérisée par une pluviométrie annuelle de 900 à 1 500 mm, maximale en automne et en hiver.
Pour la période 1971-2000, la température annuelle moyenne est de 8,8 °C, avec  une amplitude thermique annuelle de 14,4 °C. Le cumul annuel moyen de précipitations est de 1 416 mm, avec 14 jours de précipitations en janvier et 8,8 jours en juillet. Pour la période 1991-2020, la température moyenne annuelle observée sur la station météorologique la plus proche, située sur la commune de Peyrelevade à 14 km à vol d'oiseau, est de 9,2 °C et le cumul annuel moyen de précipitations est de 1 338,6 mm,. Pour l'avenir, les paramètres climatiques de la commune estimés pour 2050 selon différents scénarios d’émission de gaz à effet de serre sont consultables sur un site dédié publié par Météo-France en novembre 2022.

## Urbanisme

### Typologie
Au 1er janvier 2024, Pérols-sur-Vézère est catégorisée commune rurale à habitat très dispersé, selon la nouvelle grille communale de densité à 7 niveaux définie par l'Insee en 2022.
Elle est située hors unité urbaine et hors attraction des villes,.

### Occupation des sols
L'occupation des sols de la commune, telle qu'elle ressort de la base de données européenne d’occupation biophysique des sols Corine Land Cover (CLC), est marquée par l'importance des forêts et milieux semi-naturels (73,2 % en 2018), en diminution par rapport à 1990 (75,4 %). La répartition détaillée en 2018 est la suivante : 
forêts (55,1 %), milieux à végétation arbustive et/ou herbacée (18,1 %), prairies (17 %), zones agricoles hétérogènes (9,6 %), zones humides intérieures (0,3 %).
L'évolution de l’occupation des sols de la commune et de ses infrastructures peut être observée sur les différentes représentations cartographiques du territoire : la carte de Cassini (XVIIIe siècle), la carte d'état-major (1820-1866) et les cartes ou photos aériennes de l'IGN pour la période actuelle (1950 à aujourd'hui).

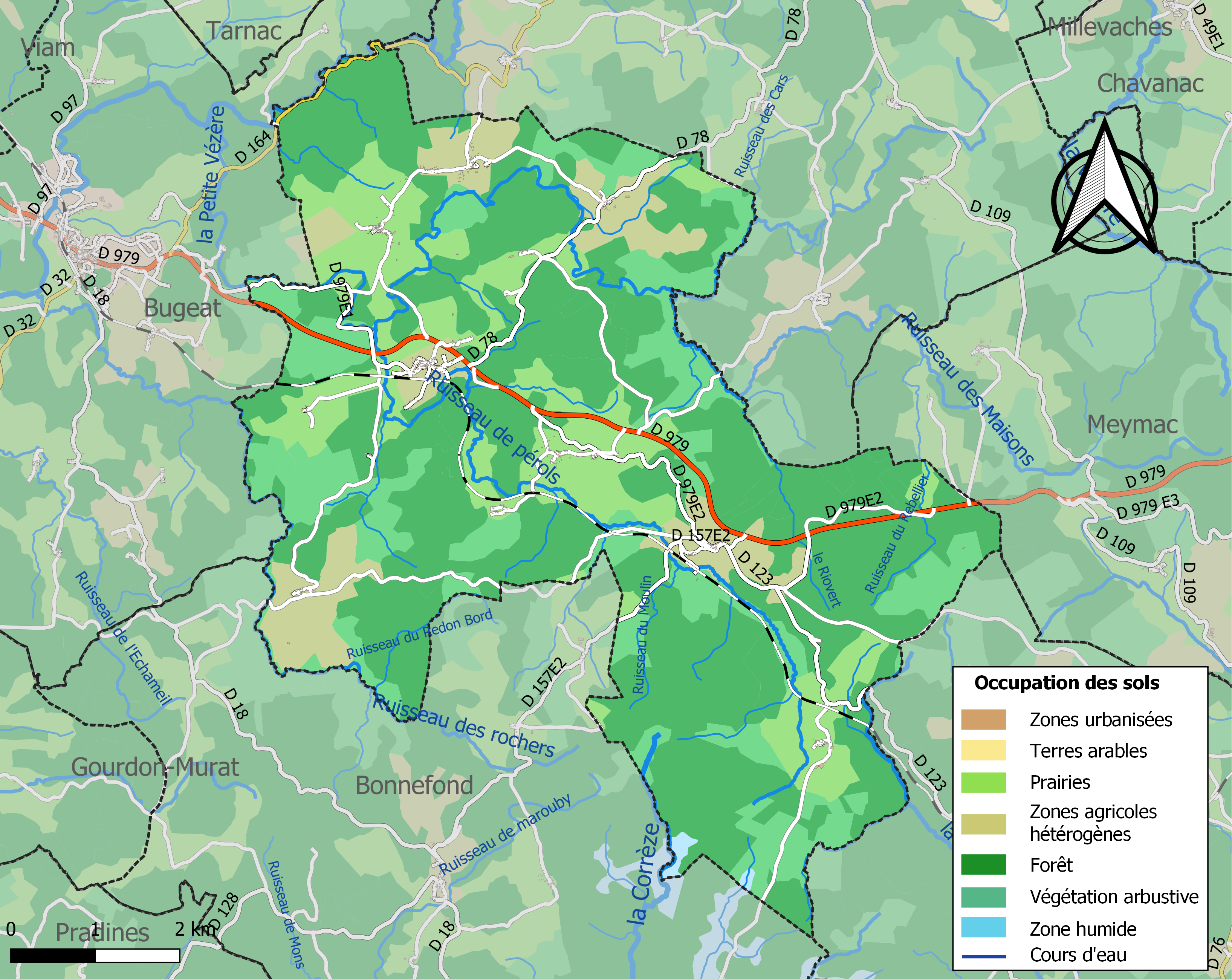
Carte des infrastructures et de l'occupation des sols de la commune en 2018 (CLC).

### Risques majeurs
Le territoire de la commune de Pérols-sur-Vézère est vulnérable à différents aléas naturels : météorologiques (tempête, orage, neige, grand froid, canicule ou sécheresse), feux de forêts et séisme (sismicité très faible). Il est également exposé à un risque particulier : le risque de radon. Un site publié par le BRGM permet d'évaluer simplement et rapidement les risques d'un bien localisé soit par son adresse soit par le numéro de sa parcelle.

#### Risques naturels

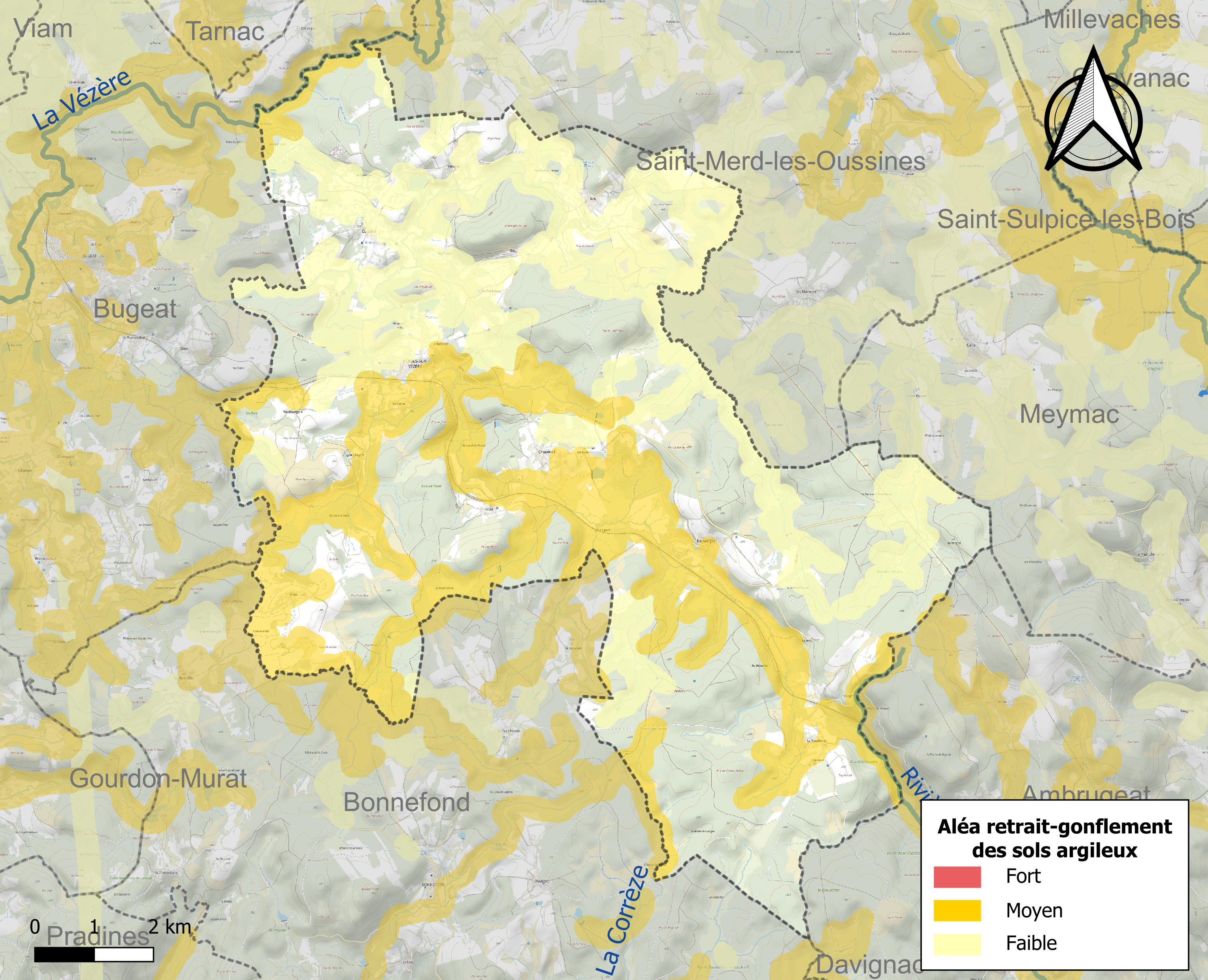
Carte des zones d'aléa retrait-gonflement des sols argileux de Pérols-sur-Vézère.

Le retrait-gonflement des sols argileux est susceptible d'engendrer des dommages importants aux bâtiments en cas d’alternance de périodes de sécheresse et de pluie. 25,4 % de la superficie communale est en aléa moyen ou fort (26,8 % au niveau départemental et 48,5 % au niveau national). Sur les 256 bâtiments dénombrés sur la commune en 2019,  91 sont en aléa moyen ou fort, soit 36 %, à comparer aux 36 % au niveau départemental et 54 % au niveau national. Une cartographie de l'exposition du territoire national au retrait gonflement des sols argileux est disponible sur le site du BRGM,.
Concernant les feux de forêt, aucun plan de prévention des risques incendie de forêt (PPRIF) n’a été établi en Corrèze, néanmoins le code de l’urbanisme impose la prise en compte des risques dans les documents d’urbanisme. Le périmètre des servitudes d'utilité publique et des zones d'obligation légale de débroussaillement pour les particuliers est quant à lui défini pour la commune dans une carte dédiée. 

#### Risque particulier
Dans plusieurs parties du territoire national, le radon, accumulé dans certains logements ou autres locaux, peut constituer une source significative d’exposition de la population aux rayonnements ionisants. Certaines communes du département sont concernées par le risque radon à un niveau plus ou moins élevé. Selon la classification de 2018, la commune de Pérols-sur-Vézère est classée en zone 3, à savoir zone à potentiel radon significatif. 

## Toponymie
Le nom de Pérols apparaît au XIIe siècle sous la forme Perolz, puis Perols vers 1315. Selon Marcel Villoutreix, ce toponyme est une formation romane qui désigne un groupe de petits poiriers (du latin pirus, « poirier »).

## Histoire
(avril 2015).
Si vous disposez d'ouvrages ou d'articles de référence ou si vous connaissez des sites web de qualité traitant du thème abordé ici, merci de compléter l'article en donnant les références utiles à sa vérifiabilité et en les liant à la section « Notes et références ».
On rassemble ici sous le nom de « villages » tous les lieux habités : chef-lieu, hameaux, écarts. Les noms sont en gaulois, latin ou composés d'éléments combinés des deux langues. Ce qui donne une idée de l'époque de fondation des premières exploitations rurales permanentes dans la région avant la conquête de César (époque gauloise) et surtout après (époque gallo-romaine).
Les noms désignent ici soit une situation géographique, une nature de terrain ou une particularité du paysage, soit le propriétaire fondateur de l’exploitation.

## Politique et administration

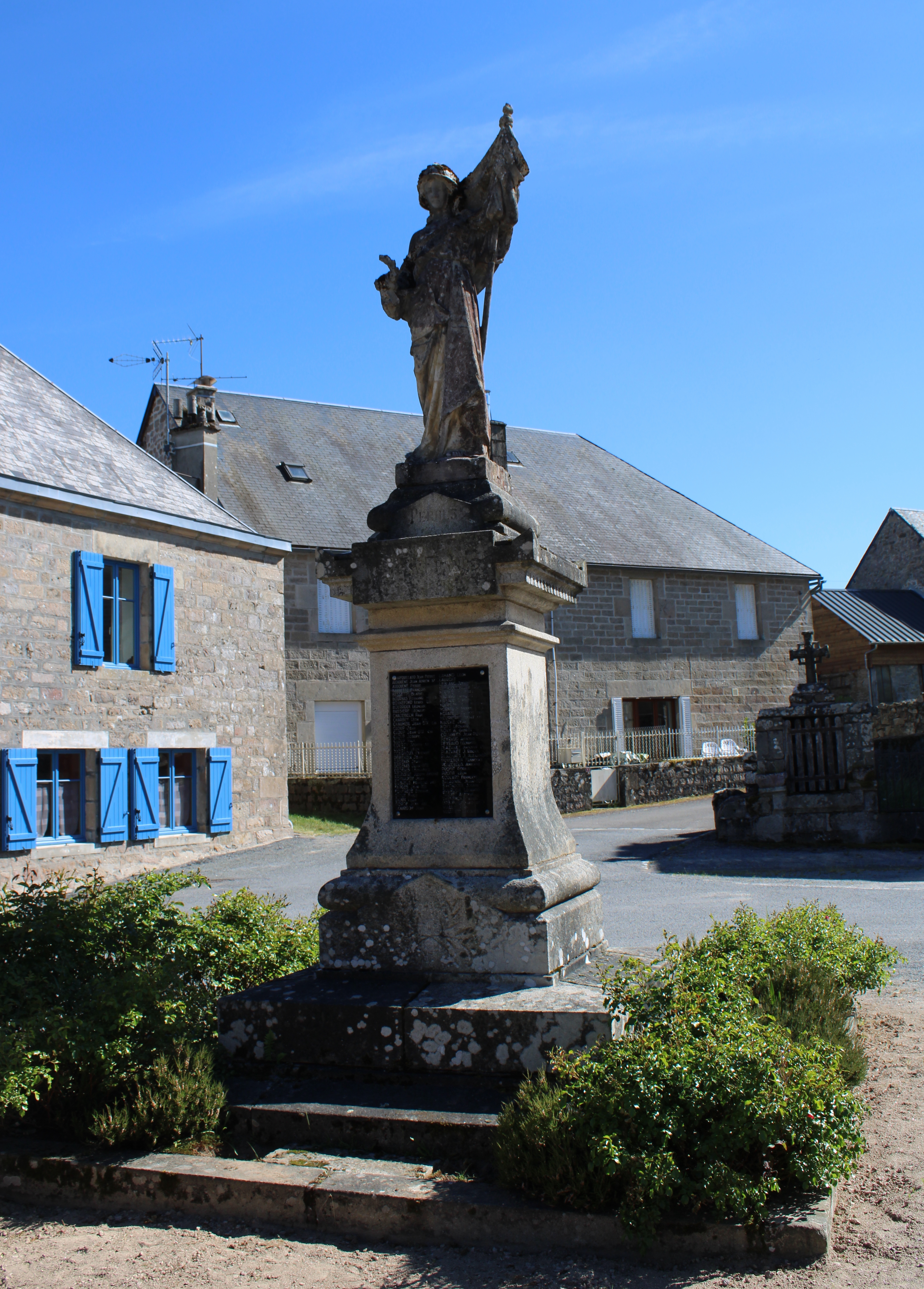
Le monument aux morts.

| Période    | Période   | Identité        | Étiquette | Qualité                                                 |
| ---------- | --------- | --------------- | --------- | ------------------------------------------------------- |
| avant 1981 | ?         | Lucien Peyraud  | PCF       |                                                         |
| avant 1981 | ?         | Josette Leblanc | PCF       |                                                         |
| mars 2001  | mars 2008 | Pierre Bataille |           |                                                         |
| mars 2008  | En cours  | Alain Fonfrède  | SE        | Agriculteur Vice-président de la communauté de communes |

## Démographie
| 1793 | 1800 | 1806 | 1821 | 1831 | 1836 | 1841 | 1846  | 1851  |
| ---- | ---- | ---- | ---- | ---- | ---- | ---- | ----- | ----- |
| 720  | 738  | 557  | 618  | 618  | 663  | 687  | 1 014 | 1 118 |

| 1856 | 1861 | 1866 | 1872 | 1876 | 1881  | 1886  | 1891  | 1896  |
| ---- | ---- | ---- | ---- | ---- | ----- | ----- | ----- | ----- |
| 962  | 950  | 918  | 932  | 985  | 1 164 | 1 050 | 1 062 | 1 084 |

| 1901  | 1906  | 1911  | 1921 | 1926 | 1931 | 1936 | 1946 | 1954 |
| ----- | ----- | ----- | ---- | ---- | ---- | ---- | ---- | ---- |
| 1 083 | 1 093 | 1 005 | 703  | 677  | 785  | 715  | 512  | 562  |

| 1962 | 1968 | 1975 | 1982 | 1990 | 1999 | 2004 | 2006 | 2009 |
| ---- | ---- | ---- | ---- | ---- | ---- | ---- | ---- | ---- |
| 459  | 373  | 297  | 229  | 214  | 182  | 183  | 184  | 186  |

| 2014 | 2019 | 2022 | - | - | - | - | - | - |
| ---- | ---- | ---- | - | - | - | - | - | - |
| 175  | 192  | 199  | - | - | - | - | - | - |

## Lieux et monuments
- La commune compte trois monuments historiques :
  - La croix du XVe siècle placée sur le mur de clôture de l'école, inscrite par arrêté du 2 janvier 1929[25].
  - L'église Saint-Léonard de Barsanges, édifiée au XIIe siècle. L'édifice a été inscrit au titre des monuments historiques par arrêté du 12 juin 1926[26].
  - Le pont de Variéras, datant de l'époque carolingienne, inscrit par arrêté du 24 mai 1991[27].
- Sur le territoire de la commune se trouve l'arboretum du Puy Chabrol créé par Marius Vazeilles[28].
- L'église Saint-Côme-et-Saint-Damien de Pérols-sur-Vézère. Elle est inscrite à l'Inventaire général du patrimoine culturel[29].
- Les moulins de Razel et Chaumeil.
- Les maisons à toit de chaume de Variéras.

### Le hameau de Barsanges
Situé à 3 km au sud-est du village, le hameau de Barsanges a eu, de 1880 à 2014, sa propre gare située sur la ligne du Palais à Eygurande - Merlines. Barsanges est en fait une ancienne commune érigée en 1790, rattachée à Pérols à l'instigation du sous-préfet d'Ussel, probablement le 1er janvier 1844, malgré l'opposition résolue et argumentée du conseil municipal de Barsanges.

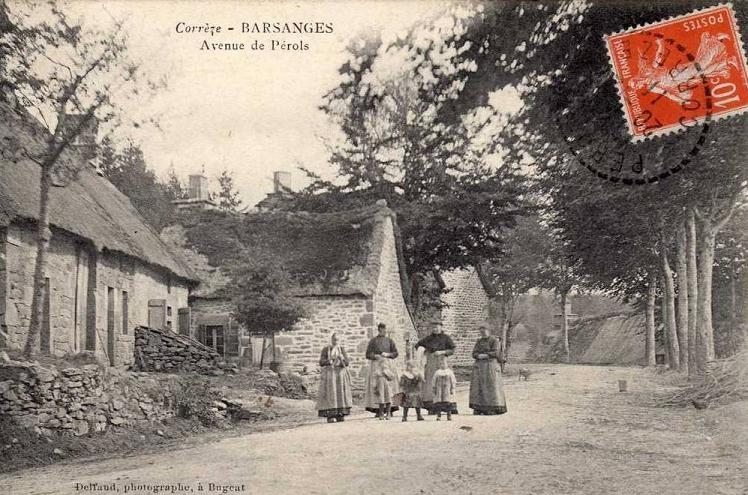
Ancienne carte postale du hameau de Barsanges en 1911.
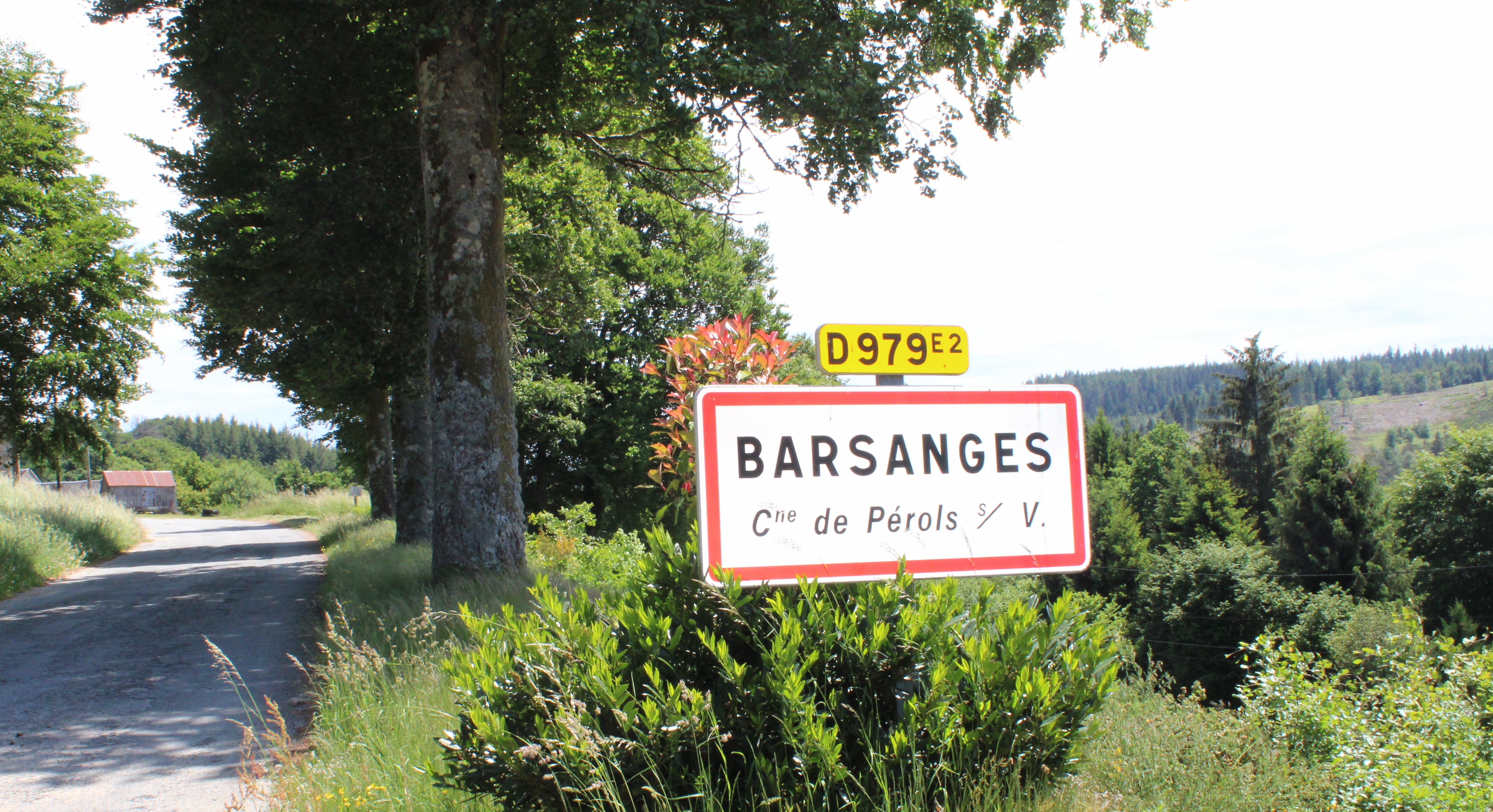
Entrée du hameau de Barsanges.
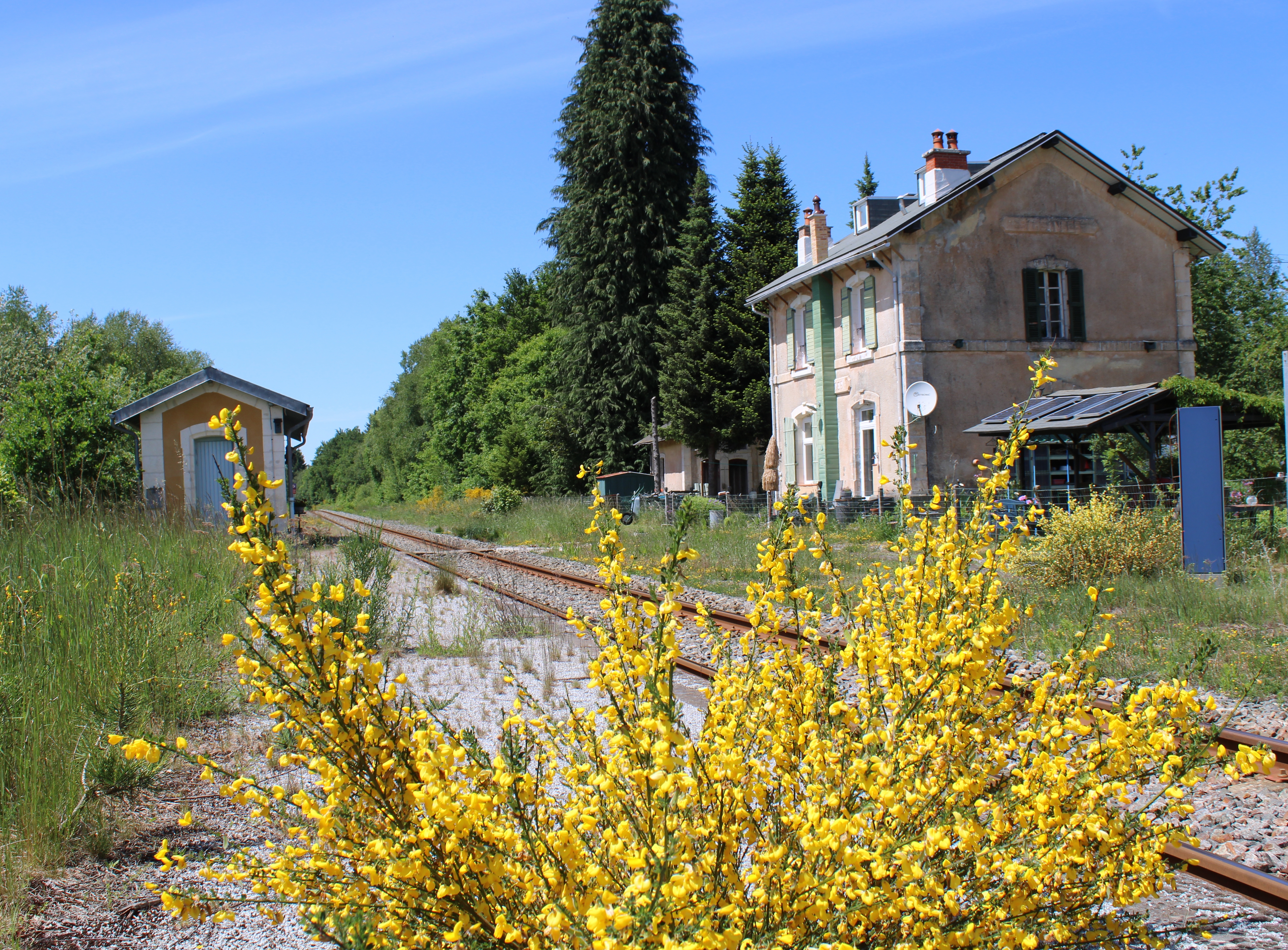
L'ancienne gare de Barsanges fermée en 2014.
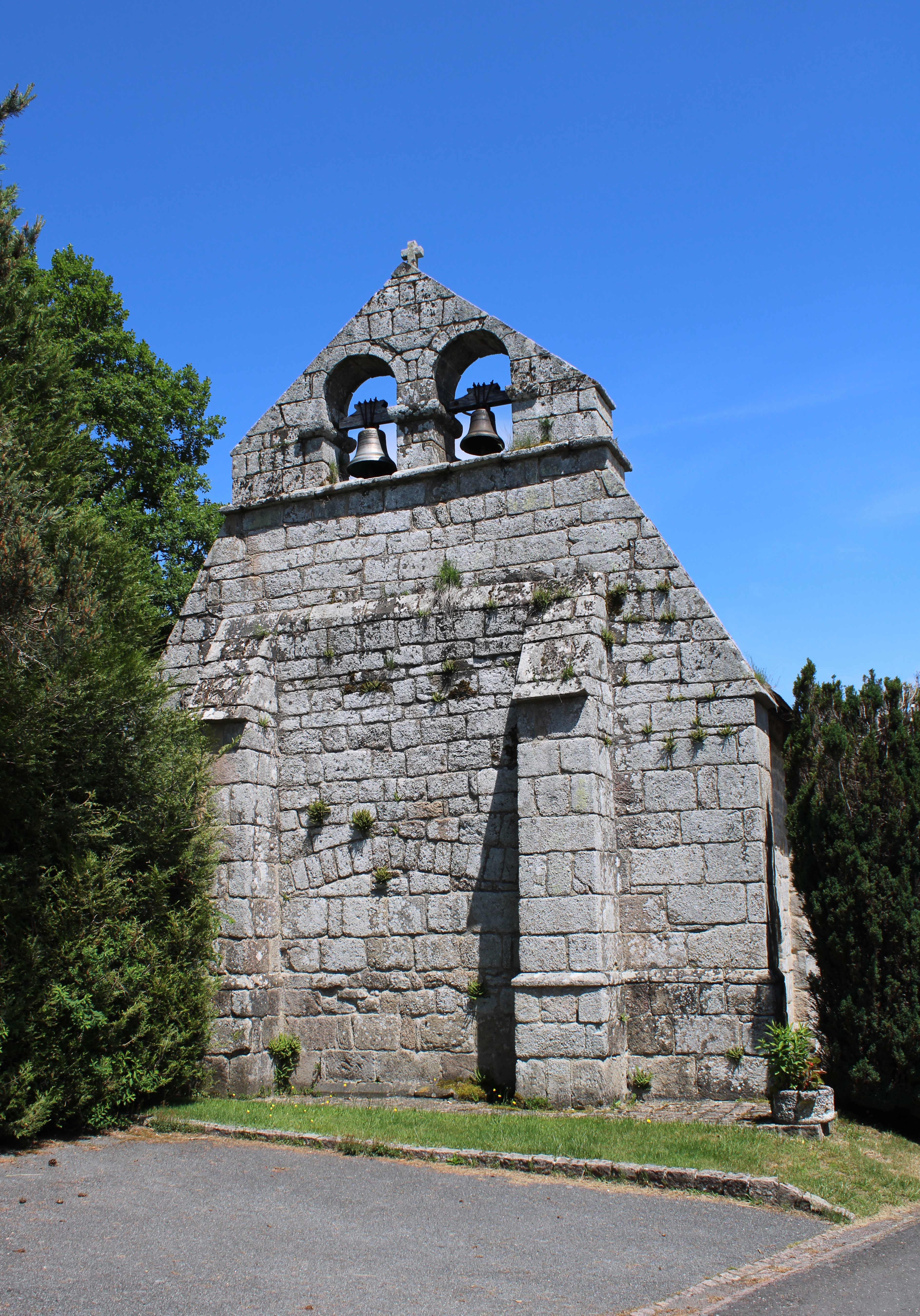
Clocher-mur de l'église Saint-Léonard de Barsanges.
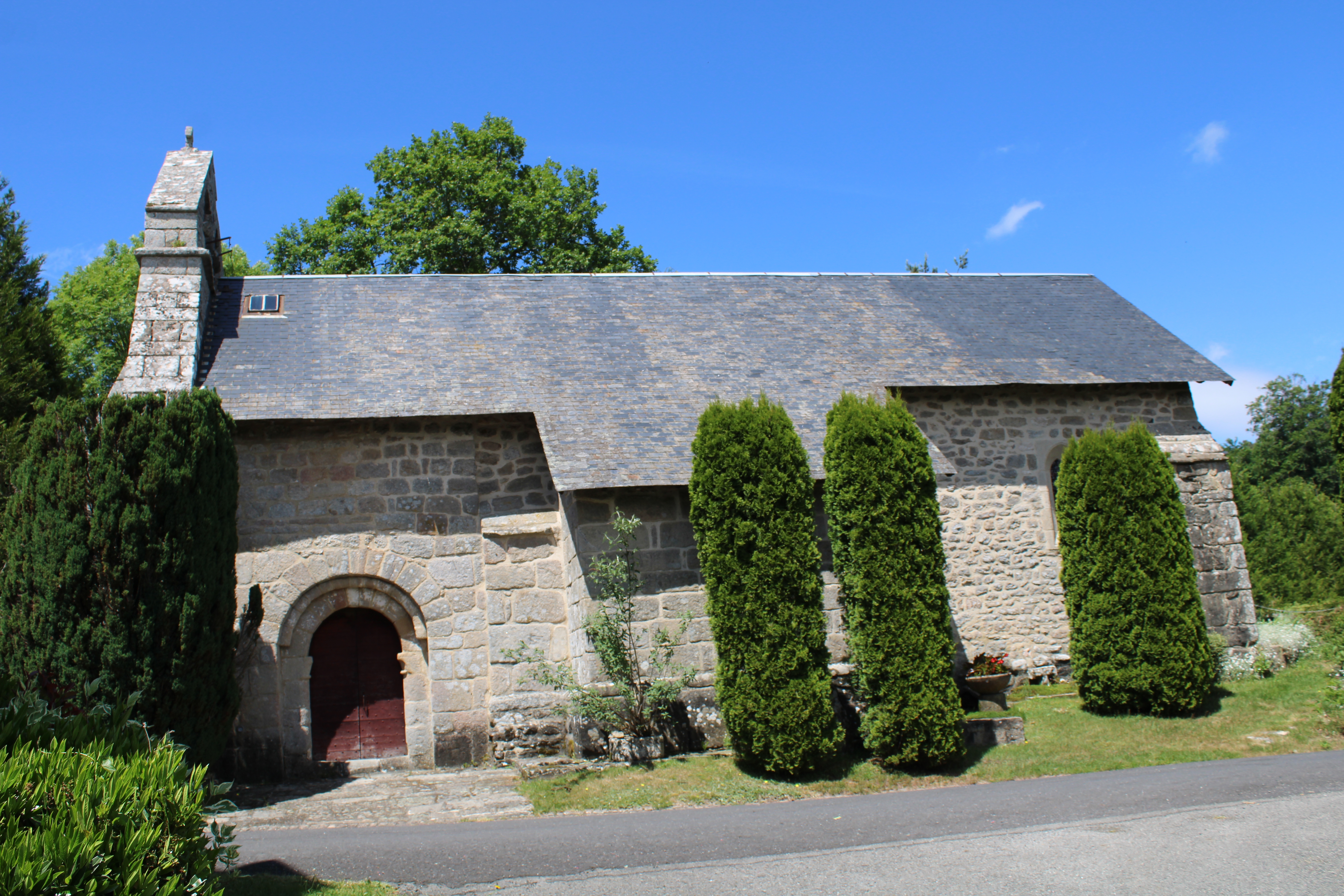
L'église Saint-Léonard et son porche de style roman.
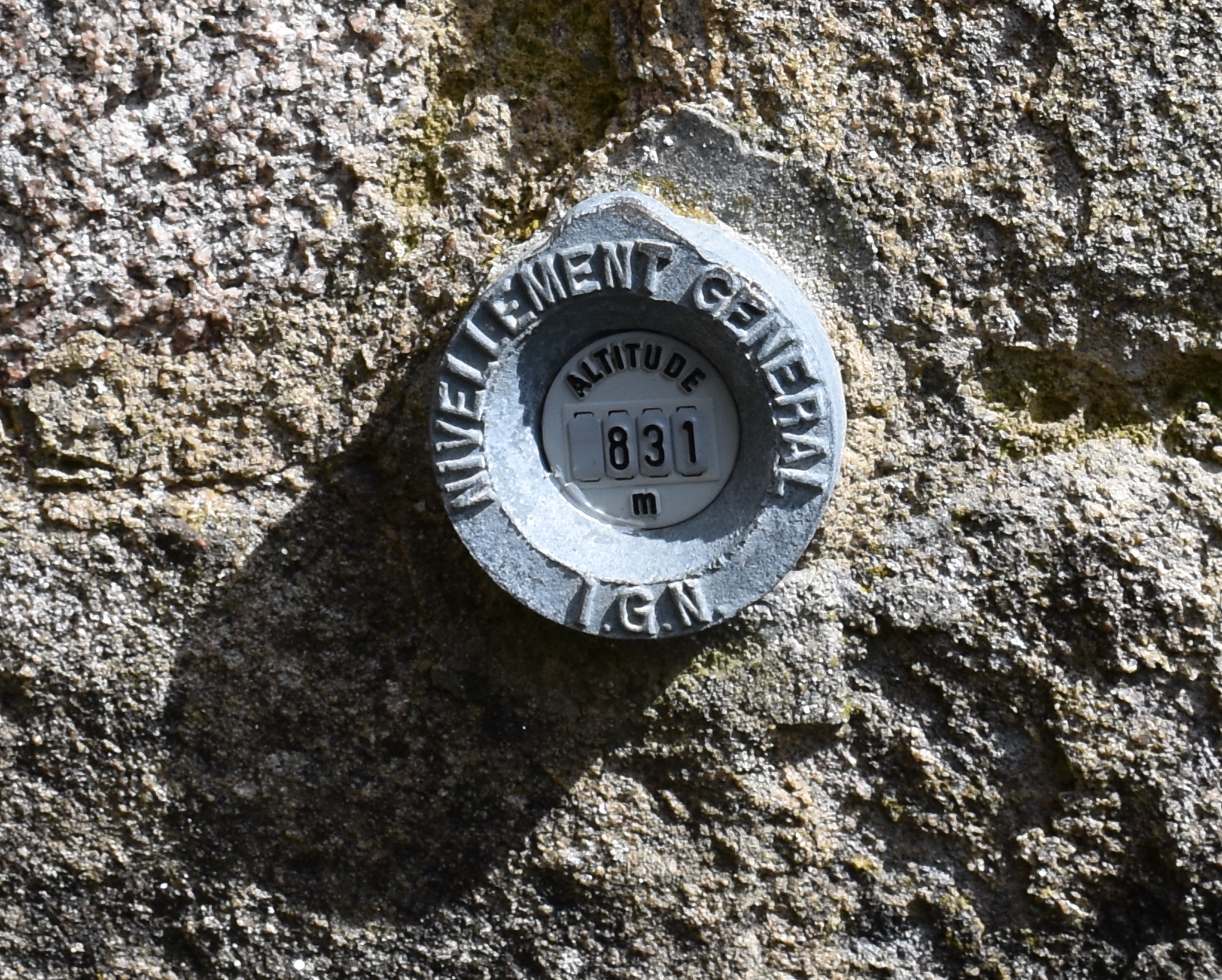
Borne de nivellement sur le mur de l'église - Altitude 831 m.

### Galerie

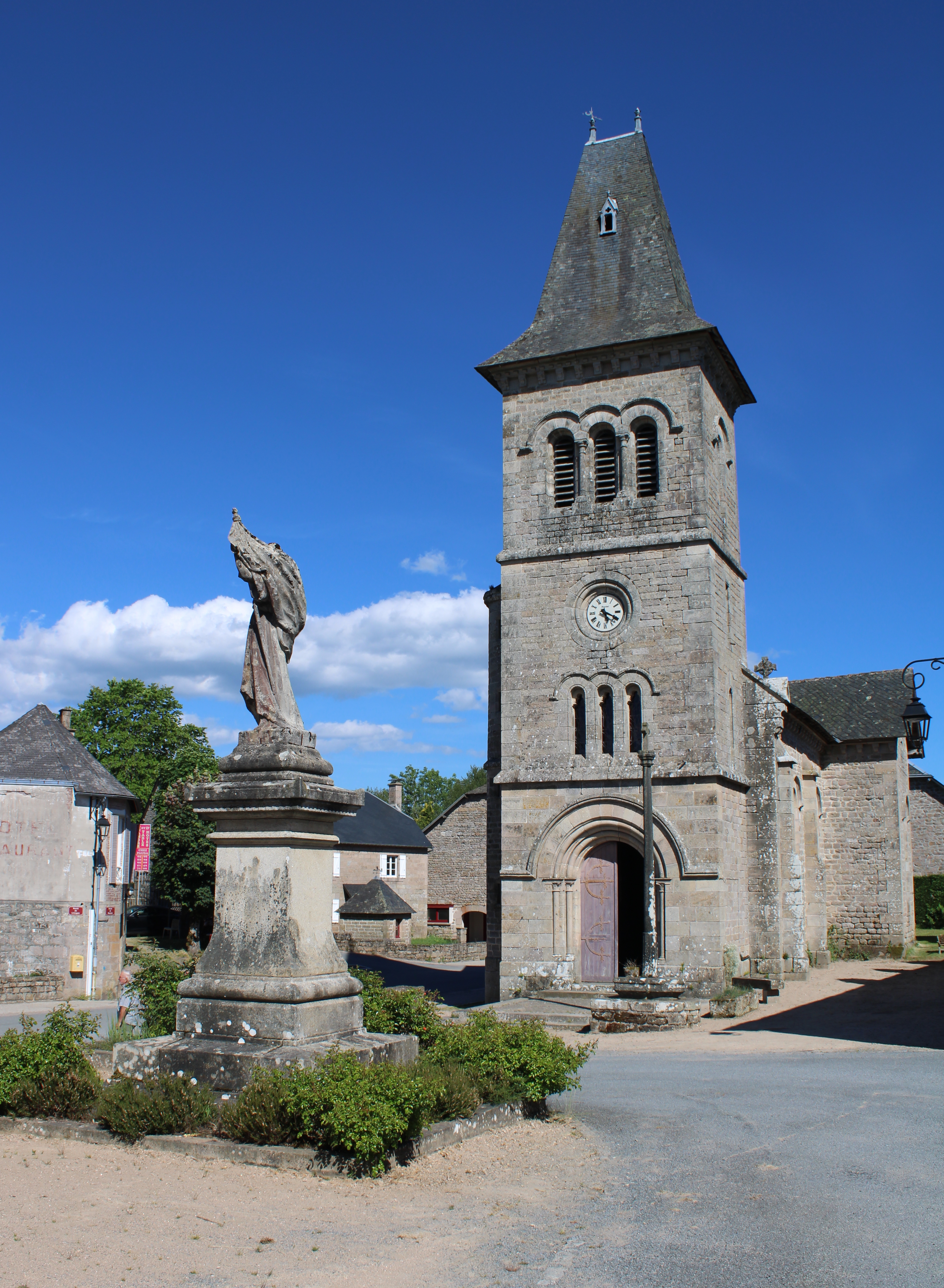
La place de l'église.
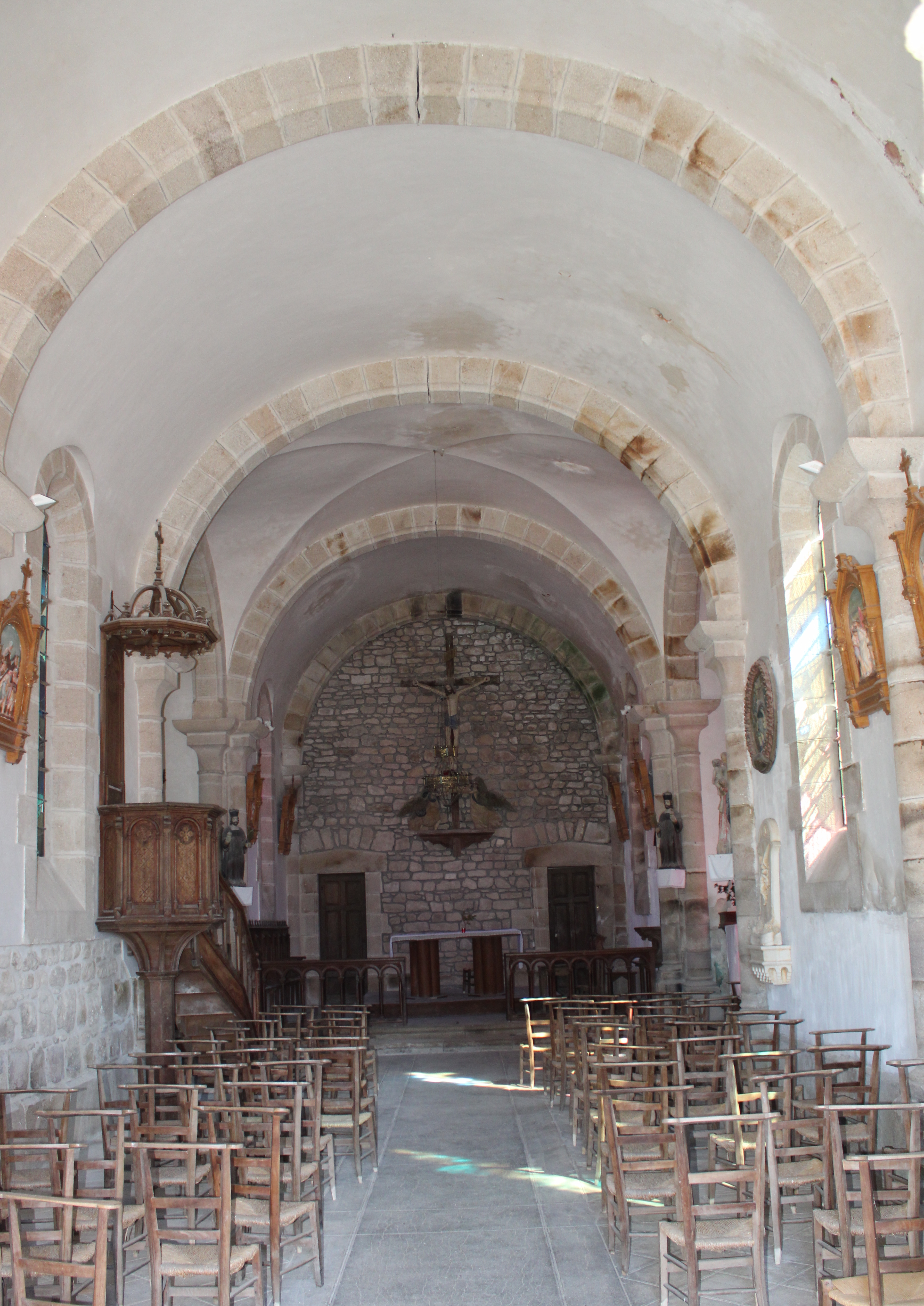
La nef de l'église.
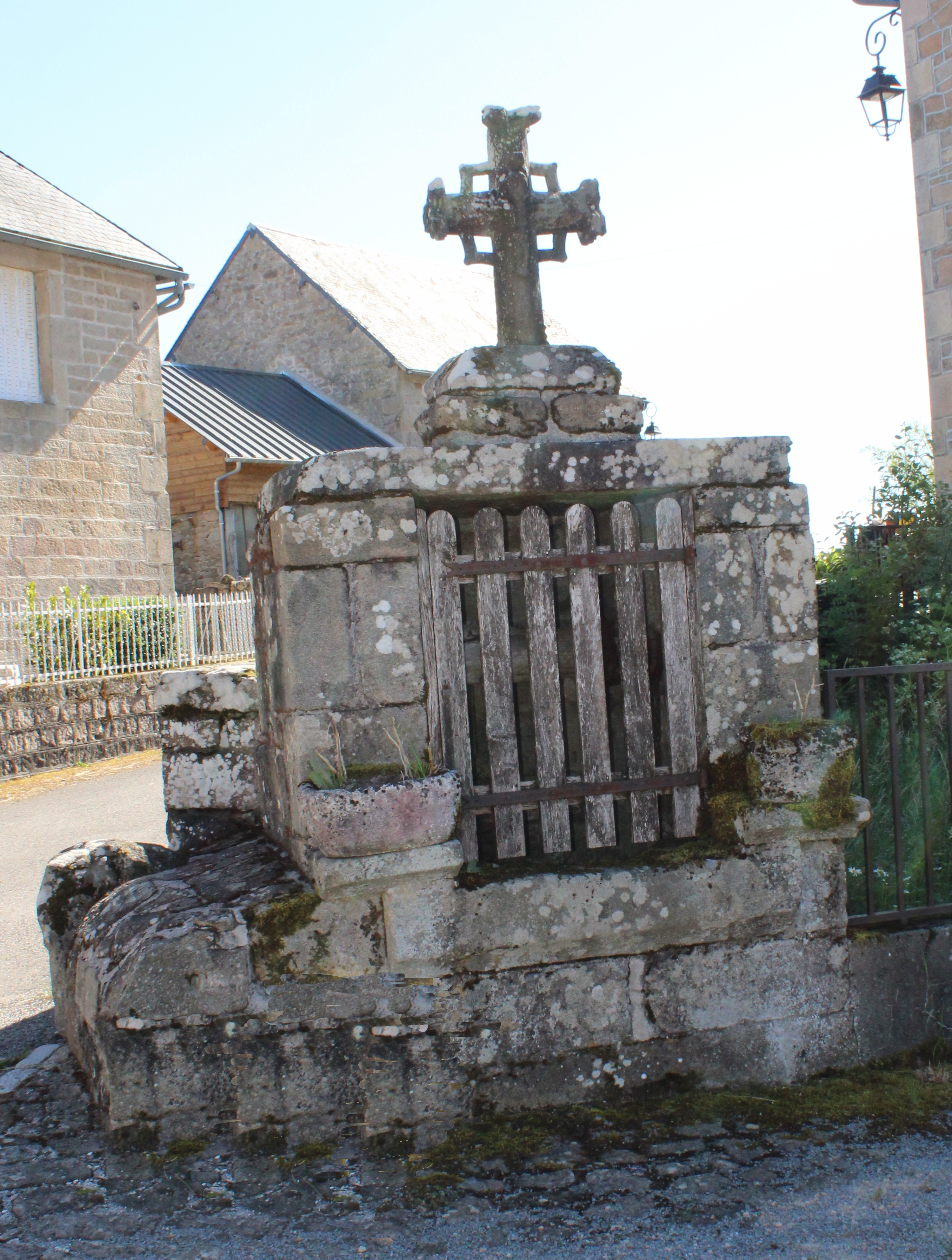
Ancien puits public surmonté d'un calvaire.
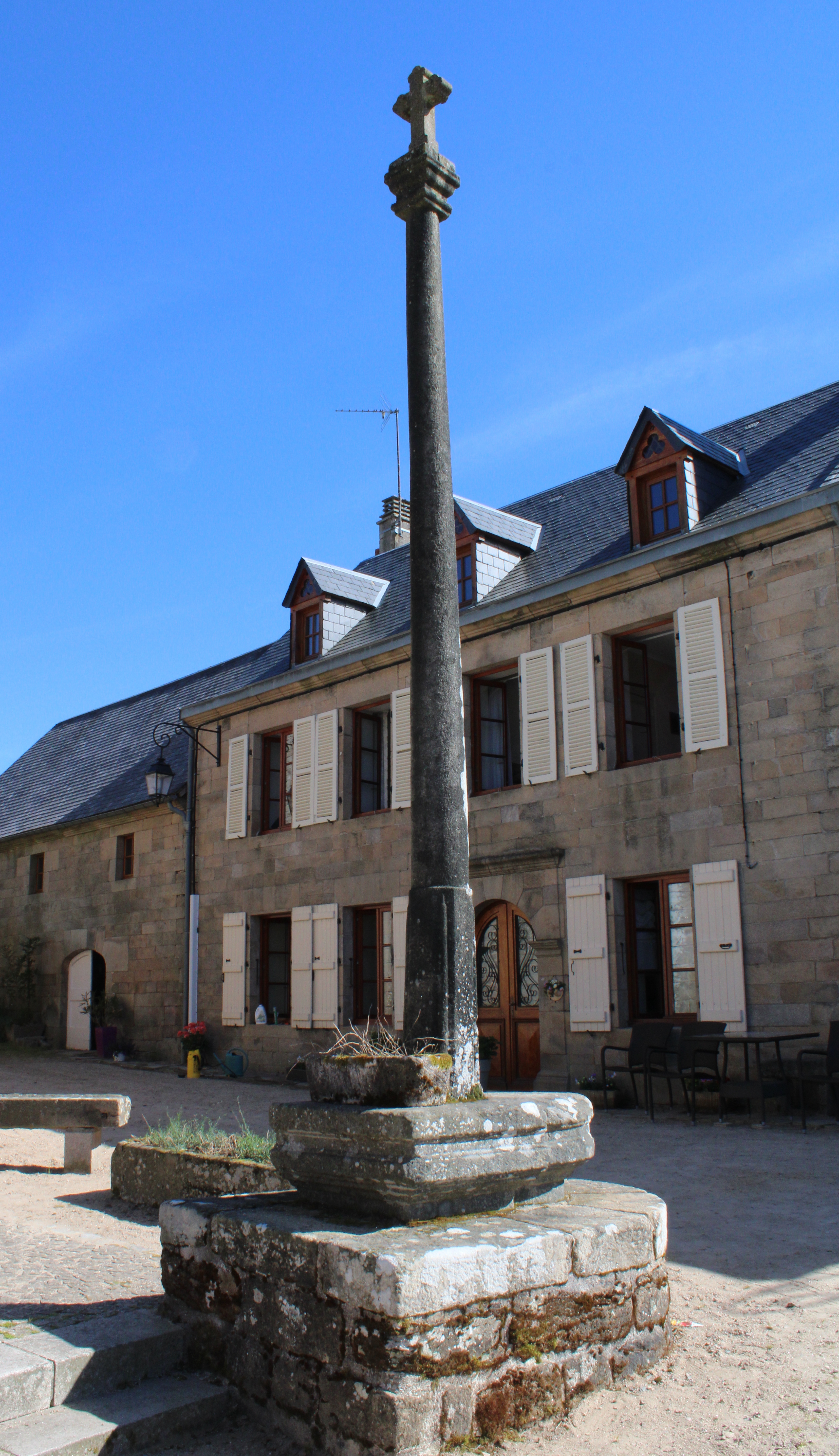
La croix sur le parvis de l'église.
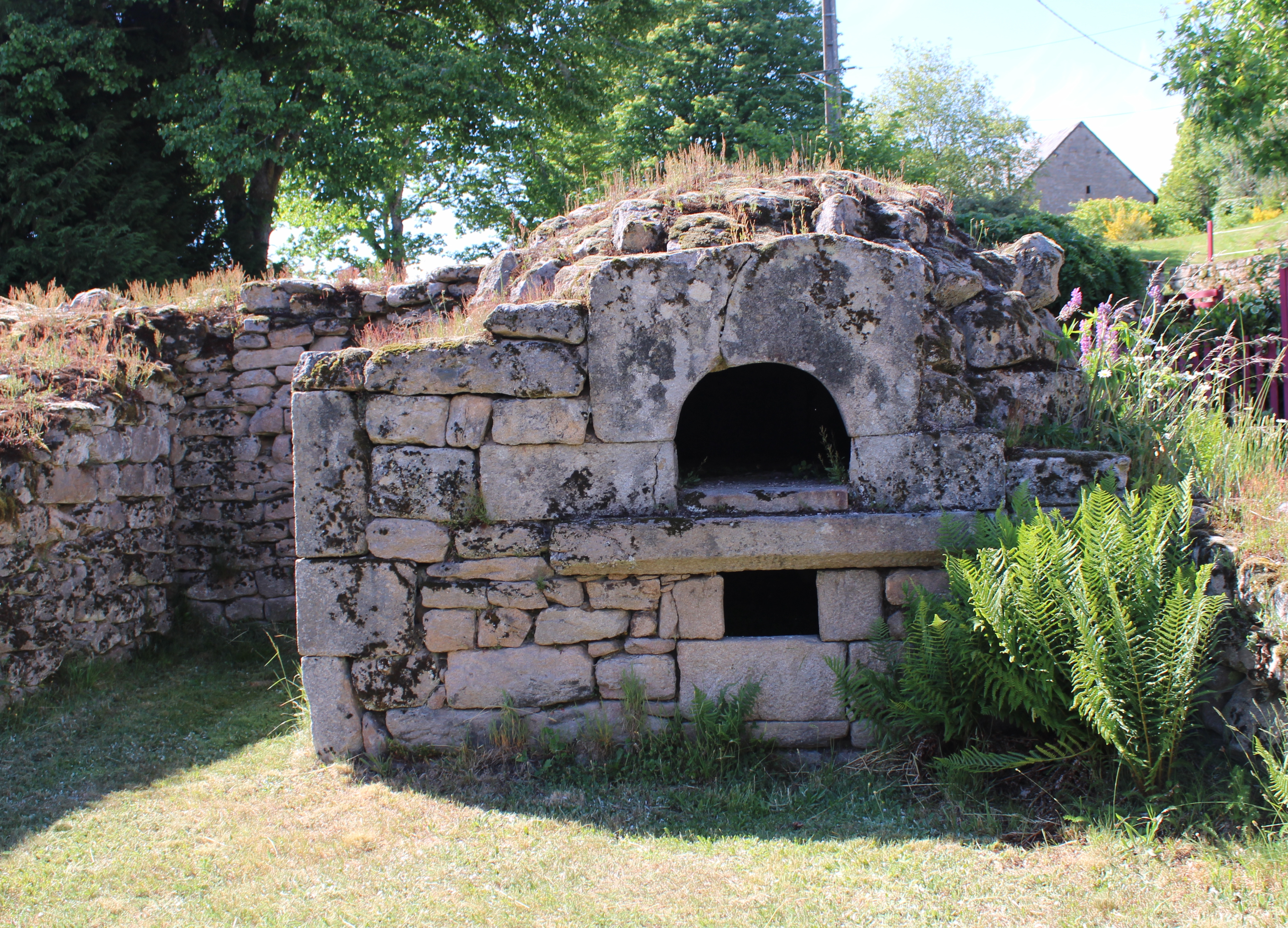
Ancien four à pain dans le hameau d'Ars.

## Personnalités liées à la commune
- André Chadeau (né en 1927 à Pérols-sur-Vézère - 2017), haut fonctionnaire français et administrateur d'entreprise française, notamment président de la SNCF.
- Marius Vazeilles, qui a implanté à Barsanges l'arboretum du Puy Chabrol.

## Héraldique
| Blason de Pérols-sur-Vézère | Blason  | D'or à un écureuil de gueules grimpant sur une branche de sinople posée en bande, feuillée et fruitée de même. |
| Blason de Pérols-sur-Vézère | Détails | Le statut officiel du blason reste à déterminer.                                                               |